# Liste des maires de Dol-de-Bretagne
Cet article dresse la liste par ordre de mandat des maires de la commune française de Dol-de-Bretagne, située dans le département d'Ille-et-Vilaine en région Bretagne.

## La mairie
Située Grande Rue des Stuarts, artère principale de Dol, la mairie a été édifiée par l'architecte Lacroix-Leguen durant la seconde moitié du 19e siècle. L'administration municipale s'y installa vers 1870.

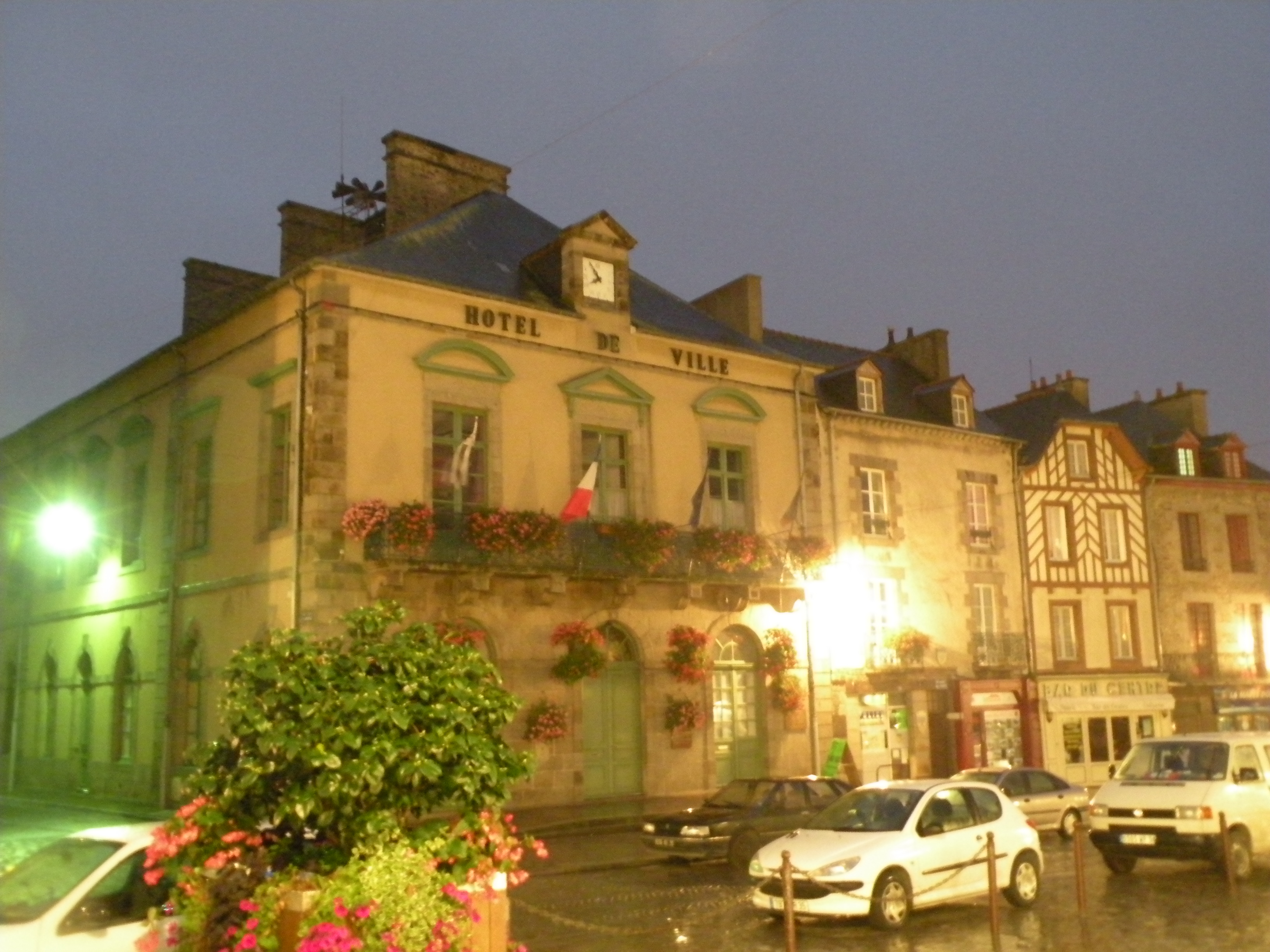
La mairie.

## Liste des maires

### Sous l'Ancien Régime
| Période                                  | Période          | Identité                             | Étiquette | Qualité                                             |
| ---------------------------------------- | ---------------- | ------------------------------------ | --------- | --------------------------------------------------- |
| c. 1720                                  |                  | François Desrieux                    |           |                                                     |
| c. 1758                                  |                  | François-Louis Desrieux de la Turrie |           | Subdélégué de l'intendant, député aux États de 1766 |
| Les données manquantes sont à compléter. |                  |                                      |           |                                                     |
| 10 janvier 1771                          | 1781             | Jean-Gervais Lepoitevin              |           |                                                     |
| 25 juin 1780                             | 1er avril 1781   | Pierre Ducognet                      |           | Maire mitriennal                                    |
| 1er avril 1781                           | 13 mai 1873      | Marc-Julien Pasquier                 |           | Notaire et procureur                                |
| 13 mai 1783                              | 31 décembre 1783 | Malo Pierre Anne Gicquel             |           |                                                     |
| 27 mars 1784                             | 12 février 1790  | Joseph-Anne-Julien Poullet           |           | Député aux États de 1784, 1786 et 1788              |
| Les données manquantes sont à compléter. |                  |                                      |           |                                                     |

### De 1790 à 1944
| Période                                  | Période               | Identité                                  | Étiquette   | Qualité |
| ---------------------------------------- | --------------------- | ----------------------------------------- | ----------- | --- |
| 12 février 1790                          | 15 mars 1790          | Bonaventure Rever d'Hermont               |             | Chirurgien                                                                                                   |
| 14 novembre 1790                         | 22 avril 1791         | Malo Fristel                              |             | |
| 9 juillet 1791                           | 13 novembre 1791      | Pierre Ducognet                           |             | |
| 13 novembre 1791                         | 4 décembre 1791       | Julien Hervoches du Quilliou              |             | |
| 4 décembre 1791                          | 2 décembre 1792       | François Ange Lemercier                   |             | |
| 2 décembre 1792                          | 20 avril 1794         | Louis-Céleste Greffier                    |             | Chirurgien                                                                                                   |
| 2 mai 1794                               | 7 décembre 1794       | René Jouquan                              |             | |
| 7 décembre 1794                          | 29 mars 1796          | François Ange Lemercier                   |             | |
| 29 mars 1796                             | 1798                  | Thomas Jacques Corbinais                  |             | |
| 1798                                     | avril 1799            | Pierre René Dupin                         |             | |
| avril 1799                               | 20 octobre 1802       | Charles Villalard                         |             | |
| 20 octobre 1802                          | 13 avril 1813         | Jean Baptiste Denoual                     |             | Docteur en médecine                                                                                          |
| 13 avril 1813                            | 4 janvier 1820        | Joseph Malo Anne Pasquier Laforest        |             | |
| 10 mai 1820                              | 31 mars 1828          | Julien Lejamptel                          |             | |
| 31 mars 1828                             | 17 janvier 1831       | François Marie Lecompte                   |             | |
| 17 janvier 1831                          | 11 mai 1836           | Jean-Baptiste Corbinais (1790-1863)       |             | Propriétaire, juge de paix Nommé par le Roi                                                                  |
| 29 septembre 1836                        | septembre 1839        | Charles Poidloüe                          |             | |
| 9 septembre 1839                         | 17 juillet 1840       | M. Lecourt de Chantilly                   |             | |
| 15 octobre 1840                          | 21 avril 1848         | Jean-Baptiste Corbinais (1790-1863)       |             | Propriétaire, juge de paix Conseiller général de Dol-de-Bretagne (1842 → 1848)                               |
| 21 avril 1848                            | août 1852             | François Marie Deminiac                   |             | Notaire |
| 6 octobre 1852                           | décembre 1852 (décès) | Alcide-Aurèle Macé                        |             | Avocat et propriétaire                                                                                       |
| 24 février 1853                          | 17 août 1860          | Constant Besnard                          |             | |
| 17 août 1860                             | 4 janvier 1876        | François Marie Deminiac                   |             | Notaire Conseiller général de Dol-de-Bretagne (1865 → 1874)                                                  |
| 4 janvier 1876                           | 13 février 1878       | Henri Robert                              |             | |
| 13 février 1878                          | 30 avril 1891 (décès) | Auguste Joseph Lejamptel                  | Républicain | Pharmacien Conseiller général de Dol-de-Bretagne (1874 → 1891)                                               |
| 22 mai 1891                              | 13 juin 1917 (décès)  | Victor Planson                            | Républicain | Notaire honoraire                                                                                            |
| 8 novembre 1917                          | 16 mai 1918           | Alfred Lejamptel Fils d'Auguste Lejamptel | Républicain | Docteur en médecine, pharmacien                                                                              |
| 16 mai 1918                              | 19 novembre 1918      | Pierre Flaux                              | Républicain | Vétérinaire Conseiller général de Dol-de-Bretagne (1913 → 1920)                                              |
| 19 novembre 1918                         | 7 décembre 1919       | Alfred Lejamptel Fils d'Auguste Lejamptel | Républicain | Docteur en médecine, pharmacien                                                                              |
| 10 décembre 1919                         | 1er avril 1928        | Charles Stourm                            | URD         | Chef d'escadron Sénateur d'Ille-et-Vilaine (1932 → 1940) Conseiller général de Dol-de-Bretagne (1920 → 1940) |
| 17 juin 1928                             | 22 juillet 1931       | René Percevault                           |             | Notaire |
| 19 novembre 1931                         | 2 décembre 1940       | Victor Compagnon                          |             | |
| 11 janvier 1941                          | 4 août 1944           | Émile Pardieu                             |             | |
| Les données manquantes sont à compléter. |                       |                                           |             | |

### Depuis 1944
Depuis la Libération, six maires se sont succédé à la tête de la commune.
| Période         | Période                  | Identité         | Étiquette    | Qualité |
| --------------- | ------------------------ | ---------------- | ------------ | --- |
| 10 août 1944    | 21 mars 1946             | Victor Compagnon |              | |
| 21 mars 1946    | 22 mars 1959             | François Roptin  | Rad.soc.     | Capitaine au long cours Chevalier de la Légion d’honneur et du Mérite maritime |
| 22 mars 1959    | 28 mars 1971             | Yves Estève      | UNR puis UDR | Notaire Sénateur d'Ille-et-Vilaine (1948 → 1980) Conseiller général de Dol-de-Bretagne (1945 → 1976) |
| 28 mars 1971    | 19 décembre 1987 (décès) | Jean Hamelin     | UDR puis RPR | Directeur d'usine chimique Député d'Ille-et-Vilaine (6e circ.) (1965 → 1973 puis 1975 → 1986) Conseiller général de Dol-de-Bretagne (1976 → 1987) |
| 10 janvier 1988 | 15 mars 2008             | Michel Esneu     | RPR puis UMP | Professeur, directeur d'école d'agriculture Premier adjoint au maire (1977 → 1988) Sénateur d'Ille-et-Vilaine (1998 → 2008) Conseiller général de Dol-de-Bretagne (1988 → 2001) Vice-président du conseil général (1994 → 2001) Président de la CC du Pays de Dol-de-Bretagne (1994 → 1999) |
| 15 mars 2008    | En cours                 | Denis Rapinel    | UDI          | Conseiller de gestion Président de la CC du Pays de Dol et de la Baie du Mont-Saint-Michel (2017 → ) |

## Conseil municipal actuel
À l'issue du premier et unique tour de scrutin, les 29 sièges composant le conseil municipal de Dol-de-Bretagne ont été pourvus. À l'heure actuelle, sa composition est la suivante :

## Résultats des dernières élections municipales

### Élection municipale de 2020
À cause de la pandémie de Covid-19, les conseils municipaux d'installation (dans les communes pourvues au premier tour) n'ont pu avoir lieu dans les délais habituels. Un décret publié au JORF du 15 mai 2020 en a ainsi fixé la tenue entre les 23 et 28 mai. À Dol-de-Bretagne, il a eu lieu le 23 mai 2020.
|                          | Denis Rapinel * | UDI         | 864   | 100,00 | 29 | 8 |  |  |
| Dol avec vous            |                 |             | 864   | 100,00 | 29 | 8 |  |  |
|                          |                 |             |       |        |    |   |  |  |
| Inscrits                 | Inscrits        | Inscrits    | 4 190 | 100,00 |    |   |  |  |
| Abstentions              | Abstentions     | Abstentions | 3 055 | 72,91  |    |   |  |  |
| Votants                  | Votants         | Votants     | 1 135 | 27,09  |    |   |  |  |
| Blancs                   | Blancs          | Blancs      | 123   | 10,84  |    |   |  |  |
| Nuls                     | Nuls            | Nuls        | 148   | 13,04  |    |   |  |  |
| Exprimés                 | Exprimés        | Exprimés    | 864   | 76,12  |    |   |  |  |
| * Liste du maire sortant |                 |             |       |        |    |   |  |  |

### Élection municipale de 2014
|                          | Denis Rapinel *  | DVD            | 1 358 | 56,23  | 23 | 7 |  |  |
| Dol à venir              |                  |                | 1 358 | 56,23  | 23 | 7 |  |  |
|                          | Philippe Mercier | SE             | 1 057 | 43,76  | 6  | 2 |  |  |
| Agir pour Dol            |                  |                | 1 057 | 43,76  | 6  | 2 |  |  |
|                          |                  |                |       |        |    |   |  |  |
| Inscrits                 | Inscrits         | Inscrits       | 3 993 | 100,00 |    |   |  |  |
| Abstentions              | Abstentions      | Abstentions    | 1 396 | 34,96  |    |   |  |  |
| Votants                  | Votants          | Votants        | 2 597 | 65,04  |    |   |  |  |
| Blancs et nuls           | Blancs et nuls   | Blancs et nuls | 182   | 7,01   |    |   |  |  |
| Exprimés                 | Exprimés         | Exprimés       | 2 415 | 92,99  |    |   |  |  |
| * Liste du maire sortant |                  |                |       |        |    |   |  |  |

### Élection municipale de 2008
|                                          | Denis Rapinel      | DVD            | 1 331 | 58,69  | 22 |  |  |  |
| Ensemble au service de tous              |                    |                | 1 331 | 58,69  | 22 |  |  |  |
|                                          | Alain Letainturier | DVG            | 937   | 41,31  | 5  |  |  |  |
| Liste citoyenne au service de la commune |                    |                | 937   | 41,31  | 5  |  |  |  |
|                                          |                    |                |       |        |    |  |  |  |
| Inscrits                                 | Inscrits           | Inscrits       | 3 594 | 100,00 |    |  |  |  |
| Abstentions                              | Abstentions        | Abstentions    | 1 183 | 32,92  |    |  |  |  |
| Votants                                  | Votants            | Votants        | 2 411 | 67,08  |    |  |  |  |
| Blancs ou nuls                           | Blancs ou nuls     | Blancs ou nuls | 143   | 5,93   |    |  |  |  |
| Exprimés                                 | Exprimés           | Exprimés       | 2 268 | 94,07  |    |  |  |  |

### Élection municipale de 2001
|                                                                 | Michel Esneu *      | RPR            | 1 355 | 66,13  | 23 |  |  |  |
| Liste d'union pour l'avenir de Dol, ensemble au service de tous |                     |                | 1 355 | 66,13  | 23 |  |  |  |
|                                                                 | Jean-Michel Lessard | PRG            | 694   | 33,87  | 4  |  |  |  |
| Liste d'union, un nouvel élan pour Dol                          |                     |                | 694   | 33,87  | 4  |  |  |  |
|                                                                 |                     |                |       |        |    |  |  |  |
| Inscrits                                                        | Inscrits            | Inscrits       | 3 163 | 100,00 |    |  |  |  |
| Abstentions                                                     | Abstentions         | Abstentions    | 936   | 29,59  |    |  |  |  |
| Votants                                                         | Votants             | Votants        | 2 227 | 70,41  |    |  |  |  |
| Blancs ou nuls                                                  | Blancs ou nuls      | Blancs ou nuls | 178   | 7,99   |    |  |  |  |
| Exprimés                                                        | Exprimés            | Exprimés       | 2 049 | 92,01  |    |  |  |  |
| * Liste du maire sortant                                        |                     |                |       |        |    |  |  |  |

### Élection municipale de 1995
|                                                            | Michel Esneu *  | RPR            | 1 450 | 65,26  | 23 |  |  |  |
| Union pour l’avenir de Dol « ensemble au service de tous » |                 |                | 1 450 | 65,26  | 23 |  |  |  |
|                                                            | Yannick Richard | DVG            | 772   | 34,74  | 4  |  |  |  |
| Union pour le renouveau dolois                             |                 |                | 772   | 34,74  | 4  |  |  |  |
|                                                            |                 |                |       |        |    |  |  |  |
| Inscrits                                                   | Inscrits        | Inscrits       | 3 263 | 100,00 |    |  |  |  |
| Abstentions                                                | Abstentions     | Abstentions    | 883   | 27,06  |    |  |  |  |
| Votants                                                    | Votants         | Votants        | 2 380 | 72,94  |    |  |  |  |
| Blancs ou nuls                                             | Blancs ou nuls  | Blancs ou nuls | 158   | 6,64   |    |  |  |  |
| Exprimés                                                   | Exprimés        | Exprimés       | 2 222 | 93,36  |    |  |  |  |
| * Liste du maire sortant                                   |                 |                |       |        |    |  |  |  |

### Élection municipale de 1989
|                                                         | Michel Esneu *      | RPR         | 1 290 | 59,72  | 22 |  |  |  |
| Liste d'union pour l'avenir de Dol-de-Bretagne          |                     |             | 1 290 | 59,72  | 22 |  |  |  |
|                                                         | Jean-Pierre Costard | DVG         | 870   | 40,28  | 5  |  |  |  |
| Liste d'union de la gauche et des démocrates de progrès |                     |             | 870   | 40,28  | 5  |  |  |  |
|                                                         |                     |             |       |        |    |  |  |  |
| Inscrits                                                | Inscrits            | Inscrits    | 3 301 | 100,00 |    |  |  |  |
| Abstentions                                             | Abstentions         | Abstentions | 914   | 27,69  |    |  |  |  |
| Votants                                                 | Votants             | Votants     | 2 387 | 72,31  |    |  |  |  |
| Nuls                                                    | Nuls                | Nuls        | 227   | 6,88   |    |  |  |  |
| Exprimés                                                | Exprimés            | Exprimés    | 2 160 | 65,43  |    |  |  |  |
| * Liste du maire sortant                                |                     |             |       |        |    |  |  |  |

### Élection municipale de 1983
|                                         | Jean Hamelin * | RPR         | 1 427 | 60,59  | 22 |  |  |  |
| Union pour l'avenir de Dol              |                |             | 1 427 | 60,59  | 22 |  |  |  |
|                                         | André Bonnier  | MRG-PS-PCF  | 928   | 39,41  | 5  |  |  |  |
| L'Union pour la majorité présidentielle |                |             | 928   | 39,41  | 5  |  |  |  |
|                                         |                |             |       |        |    |  |  |  |
| Inscrits                                | Inscrits       | Inscrits    | 3 365 | 100,00 |    |  |  |  |
| Abstentions                             | Abstentions    | Abstentions | 860   | 25,56  |    |  |  |  |
| Votants                                 | Votants        | Votants     | 2 505 | 74,44  |    |  |  |  |
| Nuls                                    | Nuls           | Nuls        | 150   | 4,46   |    |  |  |  |
| Exprimés                                | Exprimés       | Exprimés    | 2 355 | 69,98  |    |  |  |  |
| * Liste du maire sortant                |                |             |       |        |    |  |  |  |

### Élection municipale de 1977
|                                    | Jean Hamelin *     | RPR-DVD         | 1 145 | 49,01  | 1 006 | 44,24  | 15 (12/3) |  |
| Liste d'union pour l'avenir de Dol |                    |                 | 1 145 | 49,01  | 1 006 | 44,24  | 15 (12/3) |  |
|                                    | Jean-Jacques Hervé | MRG-PS-PCF (UG) | 949   | 40,62  | 1 136 | 49,95  | 8 (2/6)   |  |
| Liste d'union de la gauche         |                    |                 | 949   | 40,62  | 1 136 | 49,95  | 8 (2/6)   |  |
|                                    |                    |                 |       |        |       |        |           |  |
| Inscrits                           | Inscrits           | Inscrits        | 3 129 | 100,00 | 3 129 | 100,00 |           |  |
| Abstentions                        | Abstentions        | Abstentions     | 651   | 20,80  | 780   | 24,93  |           |  |
| Votants                            | Votants            | Votants         | 2 478 | 79,19  | 2 349 | 75,07  |           |  |
| Exprimés                           | Exprimés           | Exprimés        | 2 336 | 74,65  | 2 274 | 72,67  |           |  |
| * Liste du maire sortant           |                    |                 |       |        |       |        |           |  |